# Raniero Capocci
Pour les articles homonymes, voir Capocci.
Raniero Capocci ou Rainerio de Viterbe (né vers 1180/1190 à Viterbe, dans le Latium, Italie, et mort avant le 22 juin 1250 à Viterbe) est un cardinal italien du XIIIe siècle. Il est membre de l'ordre des cisterciens.

## Biographie
Raniero Capocci est abbé de l'abbaye de Ss. Vincenzo ed Anastasio alle Tre Fontane. Il entre la chancellerie de la Curie romaine et est notaire apostolique. Il est un ami intime de Dominique de Guzmán, le fondateur de l'ordre des dominicains.
Le pape Innocent III le crée cardinal lors du consistoire de 1216. Le cardinal Capocci participe à l'élection d'Honorius III en 1216, à l'élection de Grégoire IX en 1227, l'élection de Célestin IV en 1241 et à l'élection d'Innocent IV de 1241-1243. Le cardinal est légat apostolique dans la province du patrimoine et gouverneur de Viterbe. Il est aussi légat dans les États pontificaux et dans le duché de Spolète.